# Operação Outono
Pour plus de détails, voir Fiche technique et Distribution.
Operação Outono est un film portugais réalisé par Bruno de Almeida (pt) et sorti en 2012.
C'est un thriller politique à propos de l'opération qui a conduit à l'assassinat du général Humberto Delgado, tué par la police portugaise en 1965.

## Fiche technique
- Réalisation : Bruno de Almeida (pt)
- Scénario : Bruno de Almeida, Frederico Delgado Rosa, John Frey
- Producteur : 	Paulo Branco
- Photographie : Edmundo Díaz
- Montage : Roberto Perpignani
- Musique : Dead Combo
- Distributeur : Alfama Films
- Durée : 92 minutes
- Date de sortie : 22 novembre 2012

## Distribution
- John Ventimiglia : Humberto Delgado
- Carlos Santos
- Ana Padrão
- Nuno Lopes
- Marcello Urgeghe
- Diogo Dória
- Camané
- Pedro Efe
- Luís Lima Barreto
- Adriano Carvalho
- José Nascimento
- Julio Cardoso
- Tiago Rodrigues
- João d'Ávila
- Renata Batista
- Carlos Paulo
- Cleia Almeida
- Carla Chambel

## Récompenses et distinctions
- Prix Sophia 2013[1],[2] :
  - Meilleur acteur : Carlos Santos
  - Meilleur scénario : Bruno de Almeida, Frederico Delgado Rosa, John Frey